# بخش د لاس فلورس
بخش د لاس فلورس (به اسپانیایی: Partido de Las Flores) یک منطقهٔ مسکونی در آرژانتین است که در استان بوئنوس آیرس واقع شده‌است. بخش د لاس فلورس ۳٬۳۴۰ کیلومتر مربع مساحت و ۲۳٬۵۵۱ نفر جمعیت دارد.